# Bibernbach
Le Bibernbach est une rivière, affluent de l'Emme, coulant dans le canton suisse de Soleure.

## Parcours
La source du Bibernbach se situe à environ 600 m d'altitude, sur le haut-plateau du Bucheggberg, sur le territoire de la commune de Lüterswil-Gächliwil. Elle s'écoule tout d'abord vers l'ouest en suivant une vallée creusée par l'érosion et traverse alors brièvement le territoire du canton de Berne jusqu'au village de Gossliwil (commune de Buchegg) où elle bifurque en direction est-nord-est. Elle traverse alors la plaine molassique du Biberental (communes de Lüterkofen-Ichertswil et Bätterkinden) jusqu'au village de Biberist où elle se jette dans l'Emme à une altitude de 440 m.

## Source
- (de) Cet article est partiellement ou en totalité issu de l’article de Wikipédia en allemand intitulé « Biberenbach » (voir la liste des auteurs).